# Hyperaspidius militaris
Hyperaspidius militaris är en skalbaggsart som först beskrevs av Leconte 1852.  Hyperaspidius militaris ingår i släktet Hyperaspidius och familjen nyckelpigor. Inga underarter finns listade i Catalogue of Life.